# Георги Караманов
Георги Караманов е български революционер, деец на Вътрешната македоно-одринска революционна организация.

## Биография
Караманов по професия е учител. Влиза във ВМОРО и към 1906 година е председател на околийския революционен комитет в Куманово. В 1906 година е делегат от Кумановския революционен район на Скопския конгрес на ВМОРО.